# Paul Joseph McGinness
Paul Joseph McGinness (ur. 4 lutego 1896 we Framlingham East, zm. 26 lutego 1952 w Perth) – as lotnictwa australijskiego Royal Australian Air Force z siedmioma potwierdzonymi  zwycięstwami w I wojnie światowej. Współzałożyciel australijskich linii lotniczych Qantas.
Paul Joseph McGinness urodził się w stanie Wiktoria w Australii. Do armii australijskiej zaciągnął się 17 września 1914 roku. Po służbie w 8th Australian Light Horse Regiment, w 1917 roku został przyjęty do Royal Australian Air Force.
Na początku 1918 roku dołączył do jednostki No. 1 Squadron RAAF. Latał na samolocie Royal Aircraft Factory B.E.2 i walczył na Bliskim Wschodzie jako pilot. Pierwsze zwycięstwo powietrzne odniósł 2 maja 1918 roku. Ostatnie siódme zwycięstwo odniósł z obserwatorem Wilmotem Hudsonem Fyshem (razem odnieśli cztery zwycięstwa powietrzne, w tym podwójne 31 sierpnia 1918).
Po zakończeniu wojny w marcu 1919 roku powrócił do Australii. Po zakończeniu służby wojskowej razem ze swoim obserwatorem Wilmotem Fyshem zakupili samolot Avro 504 i założyli linie lotnicze Qantas. W 1922 roku Paul McGinness odszedł z Quantas i został farmerem w Australii Zachodniej. W czasie II wojny światowej służył w Royal Australian Air Force jako instruktor. Po zakończeniu wojny powrócił do rolnictwa i założył plantację tytoniu. Zmarł w szpitalu Hollywood Hospital w Perth 25 stycznia 1952 roku.